# Battaglione Garibaldi
Il battaglione Garibaldi fu una formazione militare, costituita da volontari italiani nel 1936, per combattere contro le forze nazionaliste comandate dal generale Francisco Franco nella guerra civile spagnola, a supporto dell'Ejército Popular de la República della Repubblica Spagnola.
Il 30 aprile 1937, fu elevato a rango di Brigata.

## Storia

### La formazione

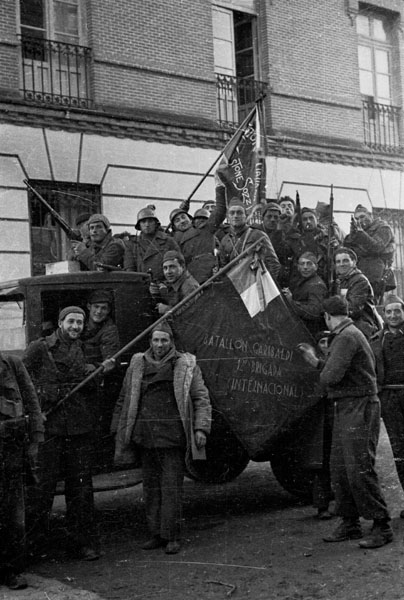
Volontari del Battaglione Garibaldi durante la guerra civile spagnola nel novembre del 1936

Il 22 ottobre 1936, il primo ministro spagnolo Francisco Largo Caballero, autorizzò la formazione di “brigate internazionali”, costituite da gruppi di volontari stranieri, per difendere la repubblica spagnola dalla sollevazione armata delle truppe di stanza nel Marocco spagnolo, che stavano rapidamente prendendo il controllo di gran parte del territorio. Le prime organizzazioni che, in tutto il mondo, si attivarono per reclutare volontari, furono i partiti dell'Internazionale Comunista e i sindacati dei lavoratori.
Già in precedenza, peraltro, gli esuli antifascisti italiani avevano costituito delle colonne che si erano spontaneamente affiancate all'esercito repubblicano spagnolo, come la Colonna Italiana di ispirazione prevalentemente libertaria e giellista (Giustizia e Libertà) creata da Carlo Rosselli, Mario Angeloni e Camillo Berneri o come la colonna di Guido Picelli e la Centuria Gastone Sozzi, formate da comunisti.
Nell'estate del 1936, Rosselli propose a Randolfo Pacciardi, ex-segretario del Partito Repubblicano Italiano ed esule a Lugano, l'eventuale concorso alla formazione di una legione italiana nelle brigate repubblicane spagnole. Lo scopo fondamentale, dichiarato da Carlo Rosselli stesso in Oggi in Spagna, domani in Italia, era l'abbattimento del fascismo, il cui definitivo annientamento era preso come presupposto per l'instaurazione di una società organizzata su basi più libere ed egualitarie.

Già noto come capo militare per l'audacia dimostrata combattendo nella prima guerra mondiale, Pacciardi aveva già avuto l'idea di un corpo di volontari che accorresse a dar man forte alla repubblica democratica minacciata; pensava però a una «legione italiana» assolutamente apartitica, organizzata secondo il modello dei garibaldini che nel 1897-1898 avevano combattuto in Grecia contro i turchi o di quelli accorsi in Francia nel 1914 prima dell'entrata in guerra dell'Italia.

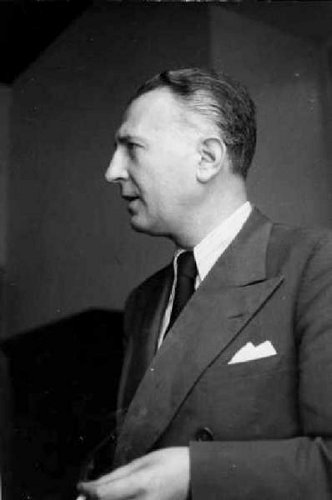
Randolfo Pacciardi

Considerato 'super-partes' sia dai socialisti che dai comunisti, il 26 ottobre 1936 Pacciardi firmò a Parigi l'accordo per la formazione di una Legione antifascista italiana sotto il patronato politico dei partiti socialista, comunista e repubblicano e con il concorso delle organizzazioni aderenti al comitato italiano pro Spagna.

### Il comando di Randolfo Pacciardi
A Pacciardi fu affidato il comando del battaglione Garibaldi, con il grado di maggiore; con la carica di "Commissario politico" gli furono affiancati i comunisti Antonio Roasio e Luigi Longo e il socialista Amedeo Azzi. Il battaglione faceva parte della XII brigata internazionale insieme al battaglione franco-belga André Marty e al tedesco Thälmann. Era composto da quattro compagnie, oltre allo stato maggiore: la 1ª compagnia Gastone Sozzi, comandata da Luigi Luperini, ove erano confluite le truppe della preesistente centuria; la 2ª compagnia Fernando De Rosa, comandata da Umberto Raspi; la 3ª compagnia Mario Angeloni, comandata da Erasmo Ferrari; la 4ª compagnia Lauro De Bosis, comandata da Silvio Bianchi e la 5ª compagnia Madrid (composta da elementi spagnoli del Battaglione Madrid e dai membri della soppressa "colonna Picelli"), comandata da Mariano Fulmini. Le compagnie erano affiancate da un plotone d'assalto, comandato dall'ungherese Nemech e da un Gruppo Arditi, comandato da Giorgio Braccialarghe; nel dicembre 1936 il Gruppo Arditi assorbirà anche il plotone d'assalto.
Pacciardi guidò il battaglione alla difesa di Madrid, prima al Cerro de los Angeles - ove il battaglione ebbe il battesimo del sangue -  poi alla Puerta de Hierro e nella città universitaria. In seguito, a Pozuelo, venne promosso tenente colonnello. Fu alla testa del battaglione anche a Boadilla del Monte, Mirabueno e Majadahonda. Nella Battaglia del Jarama venne ferito a una guancia e a un orecchio. Trasferitosi a Parigi per sottoporsi alle necessarie medicazioni, Pacciardi partecipò solo alle ultime fasi della Battaglia di Guadalajara (il comando del battaglione era stato temporaneamente affidato al valorosissimo Vice Commissario Ilio Barontini); ripreso il comando, combatté anche sul fronte di Morata de Tajuna e Casa de Campo, nell'aprile 1937.

### Inquadramento nelle Brigate Internazionali

Giovanni Pesce (1918-2007)

Il battaglione, originariamente denominato genericamente 3º Battaglione Italo-Spagnolo, venne costituito il 14 ottobre 1936 ad Albacete ed inquadrato nella IX Brigada Movil dell'Esercito Repubblicano, che pochi giorni dopo venne riorganizzata nella XI Brigata Internazionale, così strutturata:
- Battaglione "Comune di Parigi" (Francesi e Belgi)
- Battaglione "Edgar André" (Tedeschi e Austriaci)
- Battaglione "Garibaldi" (Italiani e Spagnoli)
- Battaglione "Dombrowski" (Europa orientale)

Il successivo 3 novembre 1936 il battaglione "Garibaldi" venne separato dalla XI Brigata e riassegnato alla XII Brigata, nella quale rimase inquadrato fino alla fine della guerra, così strutturata:
- Battaglione "Garibaldi" (Italiani e Spagnoli)
- Battaglione "Thaelmann (Tedeschi)
- Battaglione "André Marty (Francesi)
- Battaglione "Dombrowski" (Europa orientale)

Severamente impegnato nella Battaglia di Madrid, il battaglione subì gravi perdite e venne rinforzato con elementi provenienti da altre unità miliziane formate da italiani, tra cui il Battaglione Matteotti, proveniente da una scissione della Colonna Italiana, la Colonna Strozzi e i resti della Colonna Malatesta. A partire dall'aprile 1937 le Brigate Internazionali vennero nuovamente riorganizzate al fine di renderle più omogenee dal punto di vista linguistico e la XII Brigata si strutturò interamente su personale italiano e spagnolo, come segue:
- Battaglione "Garibaldi"
- 2º Battaglione italo-spagnolo
- 3º Battaglione italo-spagnolo
- 4º Battaglione italo-spagnolo

Pacciardi restò al comando della brigata e la guidò nei combattimenti a Huesca e Villanueva del Pardillo. Contrariato dalla mancata realizzazione di una brigata completamente italiana ed in dissenso con la componente comunista, Pacciardi lasciò la formazione ad agosto del 1937 e lasciò la Spagna dopo aver assistito, a Barcellona, alla commemorazione di Carlo Rosselli, che era stato ucciso il 9 giugno 1937 a Bagnoles-de-l'Orne da una formazione della destra francese filofascista. Dopo l'addio di Pacciardi, al comando della brigata subentrarono cinque successivi comandanti in tredici mesi: Carlo Penchienati, Agostino Casati, Luciano Zannoni, Eloj Paradinas e Alessandro Vaia. La brigata combatterà ancora al Farlete (sul fronte di Saragozza), dal 24 al 30 agosto 1937, alle Fuentes de Ebro, dal 10 al 18 ottobre 1937, alla Sierra de Gredos, il 15-16 febbraio 1938, al fronte di Ginestra, dal 4 aprile al 2 settembre 1938, e sull'Ebro, dal 3 al 23 settembre 1938, sino allo scioglimento del 24 settembre 1938. Il 21 settembre precedente, infatti, il nuovo primo ministro spagnolo, Juan Negrín, su pressione delle democrazie occidentali impegnate nella politica di non intervento, aveva disposto il ritiro dal fronte di tutti i combattenti non spagnoli, stimati in 13.000 unità ad ottobre 1938. Il 29 ottobre 1938, a Barcellona, tutte le Brigate internazionali tennero una sentita e commossa parata di addio.
Gli ultimi veterani della Garibaldi, Giovanni Pesce e Vincenzo Tonelli, sono deceduti nel luglio 2007 e nel luglio 2009.

#### Il reparto dei volontari albanesi
Al battaglione Garibaldi aderirono anche 36 volontari albanesi, guidati dal kosovaro Asim Vokshi, caduto eroicamente sul fronte dell'Ebro nel 1937.
I veterani albanesi della rivoluzione spagnola formeranno in seguito il primo nucleo della resistenza partigiana in Albania, tra questi si ricordano in particolare: Mehmet Shehu (in carica più volte come Primo Ministro, Ministro della Difesa e degli Interni), Petro Marko (scrittore, partigiano e prigioniero politico).
Alle vicende degli antifascisti albanesi durante la Rivoluzione Spagnola è dedicata una sezione al Museo Storico Nazionale di Tirana.

## Composizione
Lo storico Andreu Castell segnala come nel battaglione, e poi nella Brigata Garibaldi, vi fosse la maggior tolleranza e senso di fraternità fra comunisti filo-sovietici, trotskisti e anarchici.

Bandiera della "Centuria Gastone Sozzi", una delle unità miliziane formate da italiani successivamente assorbite nel Battaglione Garibaldi.

Diversi anarchici, sciolta la brigata italiana, infatti, non vollero entrare nel ricostituito esercito popolare e lasciarono la Spagna.
Lo storico Pietro Ramella ha analizzato l'appartenenza politica di un campione di circa 4000 italiani aderenti alle Brigate, secondo i dati dall'Associazione Italiana Combattenti Volontari Antifascisti di Spagna, ottenendo i seguenti dati (i dati sono in costante aggiornamento grazie alle costanti ricerche di storici come il friulano M.Puppini):
- Anarchici: 328 (9,7%)
- Comunisti: 1301 (38,3%)
- Giustizia e Libertà: 39 (1,2%)
- Repubblicani: 56 (1,6%)
- Socialisti: 224 (6,6%)
- Appartenenza sconosciuta: 1449 (42,6%)Ilio Barontini (1890-1951), fu al comando del Battaglione nella Battaglia di Guadalajara

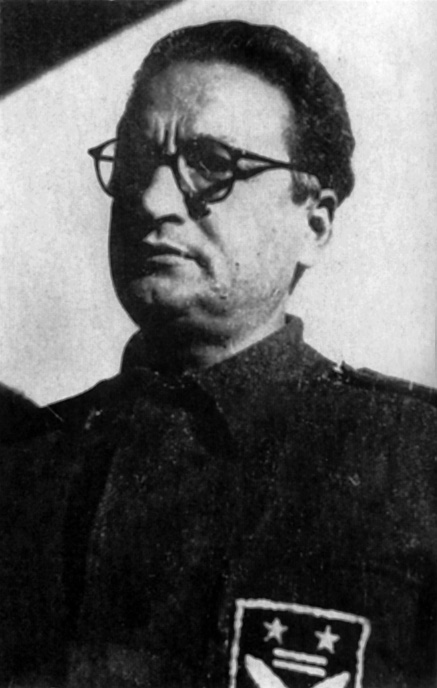
Ilio Barontini (1890-1951), fu al comando del Battaglione nella Battaglia di Guadalajara

## Militanti
- Vittorio Bardini, tenente della Batteria "Antonio Gramsci", internato a Le Vernet, poi trasferito a Ventotene
- Ilio Barontini, comunista, sostituì brillantemente Pacciardi al comando del Battaglione Garibaldi, nella Battaglia di Guadalajara; poi eccezionale coordinatore della guerriglia abissina e dei GAP nell'Italia del Nord fra il 1943/45.
- Libero Battistelli, del partito repubblicano italiano, caduto a Huesca
- Alessandro Bianconcini, musicista, sergente della 2ª Compagnia, caduto coi GAP bolognesi nel 1944.
- Giovanni Battista Canepa, ufficiale di Stato Maggiore, ferito a Guadalajara
- Antonio Carini, tre volte ferito, internato a Le Vernet, dal 1941 a Ventotene
- Giorgio Braccialarghe, repubblicano, comandante del plotone d'assalto
- Giandante X, pseudonimo di Dante Pescò, scultore, internato a Le Vernet nel 1939, poi confinato ad Ustica
- Luigi Longo, nome di battaglia Gallo, commissario politico (dal 1937 Commissario ispettore generale delle Brigate Internazionali)
- Ateo Garemi, giovanissimo in Spagna, cadrà nella Resistenza Torinese quale membro dei GAP..
- Aristodemo Maniera, ufficiale, ferito sull'Jarama, internato a Le Vernet
- Alfredo Mordini, comunista, ferito a Farlete, futuro comandante partigiano nella Resistenza italiana
- Randolfo Pacciardi, repubblicano, comandante del Battaglione, poi trasformato in Brigata
- Giuliano Pajetta (cugino di Pietro e fratello di Giancarlo, dirigente del PCI), comunista, delegato politico.
- Pietro Pajetta, comunista, caduto della Resistenza italiana
- Carlo Pegolo, comunista, ex minatore e amico di Giovanni Pesce, fece parte della 3ª Compagnia del Battaglione Garibaldi, fu ferito più volte e venne fatto prigioniero dai franchisti nell'autunno del 1938
- Giovanni Pesce, comunista, tre volte ferito in combattimento, poi leggendario ed imprendibile comandante partigiano dei GAP a Torino e Milano. Med. d'Oro al V.M.
- Petro Marko, scrittore albanese e prigioniero politico durante il regime di Hoxha. Riportò le memorie del reparto albanese della Garibaldi nel romanzo "Hasta la vista"
- Guido Picelli, comandante di plotone inglobato nel "Garibaldi" il 13 dicembre 1936, caduto il 5 gennaio 1937 sul fronte di Guadalajara
- Mario Ricci, ferito in combattimento ad Arganda, internato a Le Vernet, poi trasferito a Ventotene; durante la Resistenza capo della Repubblica di Montefiorino
- Angelo Rossi detto Trueba, membro 3ª Compagnia del 4º Battaglione della brigata, combatté in Estremadura, Aragona e nel Levante. Prigioniero in Francia e poi rientrato in Italia, militò nella Resistenza italiana
- Egisto Rubini, ferito nella battaglia del Brunete, sarà arrestato, torturato e trucidato durante la Resistenza quale comandante dei GAP a Milano. A suo nome poi la 3ª Brigata GAP milanese comandata quindi da Giovanni Pesce.
- Emilio Suardi, comunista, dal 16 agosto 1937 commissario politico della Brigata Garibaldi, durante la Resistenza italiana è membro del Triumvirato insurrezionale del Nord Emilia
- Ilario Tabarri, repubblicano, confinato a Ventotene, sarà comandante dell'8ª Brigata Garibaldi "Romagna" durante la Resistenza
- Mario Traverso, anarchico, capitano nel battaglione Garibaldi, due volte ferito, caduto il 16 febbraio 1938 in Estremadura
- Giuseppe Verginella, ferito sull'Ebro, internato a Le Vernet, poi al Gurs, comandante della 122ª Brigata Garibaldi, operante in Val Trompia (provincia di Brescia).
- Asim Vokshi, ufficiale kosovaro di etnia albanese, comunista, caduto sull'Ebro.
- Adriano Bertella, assegnato al I Battaglione Garibaldi II compagnia il 13 giugno 1937, in forza poi alla 96ª Brigata spagnola.
- Dino Saccenti, comunista militante, fu gravemente ferito sull'Ebro. Arrestato in Francia ed estradato in Italia, fu rilasciato a seguito dell'Armistizio. Egli divenne, a città liberata, sindaco di Prato.